# Nemomydas wendyae
Nemomydas wendyae är en tvåvingeart som beskrevs av Boris C. Kondratieff och Welch 1990. Nemomydas wendyae ingår i släktet Nemomydas och familjen Mydidae. Inga underarter finns listade i Catalogue of Life.